# Манхэттен (песня)
«Манхэттен» — песня российской группы «Банд’Эрос», выпущенная в 2008 году в качестве сингла и вошедшая в переиздание их дебютного альбома «Коламбия Пикчерз не представляет».

## Музыкальное видео
Клип был снят Александром Дуловым. Незадолго до съемок группу покинула солистка Рада, на смену ей пришла Таня Миловидова, именно она появляется в клипе.

## Отзывы критиков
В рецензии для KM.RU Денис Ступников отметил цепляющую сладкую музыку и наводящий на грустные размышления сюжет. В отличие от первых песен группы, по его мнению, музыканты здесь не дистанцируются от ущербно потребительской точки зрения пригламуренных «прынцесс», и цитирует участников: «Состояние девушки не романтизируется, а скорее популяризируется».
Александр Горбачёв в книге «Не надо стесняться. История постсоветской поп-музыки в 169 песнях» заметил удачную попытку высмеять попытки выдать российской R’n’B-культурой Москву за Нью-Йорк, и, по его мнению, «Коламбия Пикчерз не представляет» оппонирует культурному доминированию США — при этом сама целиком собрана из американских приёмов и примет. При этом он написал, что и второй главный хит группы вновь посвящён отношениям между Россией и Америкой и приходит к выводу о невозможности осуществления мечты о жизни за океаном.

## Награды и номинации
| Год  | Награда           | Категория         | Результат | Ист.  |
| ---- | ----------------- | ----------------- | --------- | ----- |
| 2008 | Песня года        | Песня года        | Победа    | [ 4 ] |
| 2008 | Золотой граммофон | Золотой граммофон | Победа    | [ 5 ] |
| 2009 | Премия Муз-ТВ     | Лучшая песня      | Номинация | [ 6 ] |

## Чарты

### Еженедельные чарты
| Чарт (2008)      | Высшая позиция |
| ---------------- | -------------- |
| Россия (TopHit)  | 2              |
| СНГ (TopHit)     | 1              |
| Украина (TopHit) | 6              |

### Ежемесячные чарты
| Чарт (2008)      | Высшая позиция |
| ---------------- | -------------- |
| Россия (TopHit)  | 2              |
| СНГ (TopHit)     | 2              |
| Украина (TopHit) | 9              |

### Годовые чарты
| Чарт (2008)      | Позиция |
| ---------------- | ------- |
| Россия (TopHit)  | 9       |
| СНГ (TopHit)     | 8       |
| Украина (TopHit) | 15      |
| Чарт (2009)      | Позиция |
| Украина (TopHit) | 112     |

### Декадные чарты
| Чарт (2000—2009) | Позиция |
| ---------------- | ------- |
| Россия (TopHit)  | 52      |
| СНГ (TopHit)     | 39      |
| Украина (TopHit) | 22      |